# Caiçara (población)
Caiçara es la denominación dada a pueblos tradicionales de los litorales de San Pablo y de Paraná y de las regiones de Paraty y Angra dos Reis, formada por el mestizaje entre indígenas, portugueses y esclavos africanos. Ese pueblo tiene como parte de su cultura la pesca artesanal, el cultivo de pequenos huertos, la caza, el extractivismo vegetal y la artesanía. Últimamente, muchas comunidades caiçaras se han abierto al ecoturismo.
Los caiçaras son considerados como "uno de los últimos rastros visibles del momento de la creación del pueblo brasileño".
En el 2007, los pueblos tradicionales fueron reconocidos oficialmente por el Gobierno de Brasil, encuadrandose en la política de desarrollo sustentable de las comunidades tradicionales (PNPCT).